# 東京2歳優駿牝馬
東京2歳優駿牝馬（とうきょうにさいゆうしゅんひんば）は、特別区競馬組合が大井競馬場で施行する地方競馬の重賞競走である。格付けはSI。
副賞は、特別区競馬組合管理者賞、地方競馬全国協会理事長賞、東京都馬主会理事長賞、日本軽種馬協会会長賞（2024年）。

## 概要
1977年に日本初の3歳（現2歳）牝馬による重賞競走「東京3歳優駿牝馬（とうきょうさんさいゆうしゅんひんば）」の名称で創設。2001年より馬齢表記が国際基準へ変更されたのに伴い、現名称となった。施行距離はスタンド工事のため10m短縮された2001年と2002年を除き、1600mで定着している。施行時期は創設時より12月開催で定着しており、2007年以降は開催日も12月31日で固定された。
2010年から地方競馬全国交流競走として施行され、他地区地方競馬所属馬も出走が可能になったほか、GRANDAME-JAPAN（2歳シーズン）の最終戦に指定された。
歴代の優勝馬には大井記念のほか中央競馬でも重賞を2勝したパルブライトのほか、ツキメリー（メリーナイスの母）やラドンナリリー（リンデンリリーの母）など、繁殖馬として日本中央競馬会（JRA）GI優勝馬の母となった馬もいる。また、ホッカイドウ競馬でデビュー後に南関東へ移籍した馬が2007年から2012年まで6年連続優勝した。

### 条件・賞金（2024年）
出走資格
サラブレッド系2歳牝馬、地方競馬選定馬
- 地方全国交流。
- ローレル賞で3着以内に入着した馬には、本競走の優先出走権がある。

負担重量
定量（54kg、南半球産馬3kg減）
賞金額
1着2000万円、2着700万円、3着400万円、4着200万円、5着100万円、着外手当20万円。

## 歴史
- 1977年 - 南関東所属の3歳牝馬限定競走「東京3歳優駿牝馬」の名称で創設、大井競馬場のダート1600mで施行。
- 1995年 - 南関東グレード導入、（南関東）G1に格付け。
- 2001年
  - 馬齢表示の国際基準への変更に伴い、競走条件を「サラ系2歳牝馬（南関東所属馬）」に変更。
  - 名称を「東京2歳優駿牝馬」に変更。
  - 大井競馬場のスタンド工事により、施行距離を10m短縮（2002年まで）。
- 2007年 - 重賞格付表記を（南関東）SIに変更。
- 2010年
  - 地方競馬全国交流競走に指定。
  - 競走条件を「サラ系2歳牝馬（地方所属馬）」に変更。
  - GRANDAME-JAPAN（2歳シーズン）に指定。

### 歴代優勝馬
すべて大井競馬場のダートコースで施行。
競走名は第24回まで「東京3歳優駿牝馬」、第25回以降は「東京2歳優駿牝馬」。
| 回 | 施行日         | 距離  | 優勝馬             | 性齢 | 所属 | タイム | 優勝騎手   | 管理調教師 | 馬主                                 |
| -- | -------------- | ----- | ------------------ | ---- | ---- | ------ | ---------- | ---------- | ------------------------------------ |
| 1  | 1977年12月20日 | 1600m | リマンドタイコウ   | 牝2  | 大井 | 1:41.1 | 高橋三郎   | 鈴木冨士雄 | （合）太興                           |
| 2  | 1978年12月19日 | 1600m | ユウコークイン     | 牝2  | 船橋 | 1:43.2 | 石崎隆之   | 斉藤速人   | 亀山友次                             |
| 3  | 1979年12月13日 | 1600m | ツキメリー         | 牝2  | 船橋 | 1:41.8 | 古市修二   | 武井喜和十 | 浦房子                               |
| 4  | 1980年12月10日 | 1600m | テスコフアイヤー   | 牝2  | 船橋 | 1:41.5 | 高橋三郎   | 安藤栄作   | （有）大野商事                       |
| 5  | 1981年12月21日 | 1600m | ラドンナリリー     | 牝2  | 川崎 | 1:42.9 | 篠原久雄   | 佐藤鉄次   | 五十嵐登                             |
| 6  | 1982年12月14日 | 1600m | サーペンスール     | 牝2  | 大井 | 1:41.7 | 山口勲     | 鶴田憲吉   | 市川清一                             |
| 7  | 1983年12月6日  | 1600m | グレイスタイザン   | 牝2  | 川崎 | 1:43.8 | 森下博     | 佐々木國廣 | 船橋泰三                             |
| 8  | 1984年12月5日  | 1600m | スービツクマギー   | 牝2  | 大井 | 1:43.0 | 佐々木竹見 | 福永二三雄 | 鈴木隆                               |
| 9  | 1985年12月9日  | 1600m | トミアルコ         | 牝2  | 大井 | 1:42.5 | 宮浦正行   | 田中康弘   | 富岡喜平                             |
| 10 | 1986年12月8日  | 1600m | スタードール       | 牝2  | 大井 | 1:46.1 | 山崎尋美   | 佐野誠三   | 門別弘一                             |
| 11 | 1987年12月9日  | 1600m | シナノエンペリー   | 牝2  | 大井 | 1:44.6 | 宮浦正行   | 荒井勝弘   | 河田信保                             |
| 12 | 1988年12月14日 | 1600m | エスエスレデイー   | 牝2  | 大井 | 1:44.5 | 的場文男   | 長沼正義   | 根岸茂                               |
| 13 | 1989年12月6日  | 1600m | ホクトフローラ     | 牝2  | 船橋 | 1:45.2 | 秋田実     | 成田清輔   | 森滋                                 |
| 14 | 1990年12月11日 | 1600m | フジノリニアー     | 牝2  | 川崎 | 1:44.6 | 山崎尋美   | 山崎三郎   | 野武芳夫                             |
| 15 | 1991年12月4日  | 1600m | カシワズプリンセス | 牝2  | 川崎 | 1:42.5 | 野口睦三   | 高橋正豪   | 柏木善治郎                           |
| 16 | 1992年12月16日 | 1600m | アーデルエルザ     | 牝2  | 大井 | 1:43.7 | 鈴木啓之   | 小筆昌     | 芹田鶴子                             |
| 17 | 1993年12月8日  | 1600m | ニイタカローズ     | 牝2  | 川崎 | 1:42.8 | 佐々木竹見 | 新貝一雄   | 藤本富士子                           |
| 18 | 1994年12月21日 | 1600m | パルブライト       | 牝2  | 大井 | 1:44.1 | 藤江昭徳   | 荒居貴美夫 | 木浪巖                               |
| 19 | 1995年12月19日 | 1600m | ハイフレンドムーン | 牝2  | 大井 | 1:43.8 | 石崎隆之   | 竹原眞一   | 髙橋顕輔                             |
| 20 | 1996年12月11日 | 1600m | セイントサブリナ   | 牝2  | 大井 | 1:42.3 | 張田京     | 荒井勝弘   | 内海正章                             |
| 21 | 1997年12月10日 | 1600m | ダイアモンドコア   | 牝2  | 川崎 | 1:44.1 | 森下博     | 井上宥藏   | （株）システムコア                   |
| 22 | 1998年12月2日  | 1600m | テーケーレディー   | 牝2  | 川崎 | 1:44.8 | 森下博     | 福島幸三郎 | 加藤富保                             |
| 23 | 1999年12月9日  | 1600m | トミケンブライト   | 牝2  | 大井 | 1:43.0 | 的場文男   | 寺田新太郎 | （有）トミケン                       |
| 24 | 2000年12月6日  | 1600m | ベルモントデーンズ | 牝2  | 大井 | 1:42.6 | 的場文男   | 長沼正義   | （有）ベルモントファーム             |
| 25 | 2001年12月28日 | 1590m | ラヴァリーフリッグ | 牝2  | 船橋 | 1:41.2 | 石崎隆之   | 出川克己   | 村中徳広                             |
| 26 | 2002年12月30日 | 1590m | パレガルニエ       | 牝2  | 川崎 | 1:42.0 | 今野忠成   | 池田孝     | 加藤信之                             |
| 27 | 2003年12月30日 | 1600m | ビービーバーニング | 牝2  | 川崎 | 1:41.7 | 甲斐年光   | 武井榮一   | （有）坂東牧場                       |
| 28 | 2004年12月30日 | 1600m | アサティスジョオー | 牝2  | 大井 | 1:42.7 | 張田京     | 庄子連兵   | 池上重徳                             |
| 29 | 2005年12月30日 | 1600m | ダガーズアラベスク | 牝2  | 船橋 | 1:42.8 | 内田博幸   | 川島正行   | ダーレー・ジャパン・レーシング（有） |
| 30 | 2006年12月30日 | 1600m | ブラックムーン     | 牝2  | 大井 | 1:41.8 | 的場文男   | 寺田新太郎 | 中村好太郎                           |
| 31 | 2007年12月31日 | 1600m | マダムルコント     | 牝2  | 川崎 | 1:42.5 | 町田直希   | 田邊陽一   | 栗山正                               |
| 32 | 2008年12月31日 | 1600m | ネフェルメモリー   | 牝2  | 船橋 | 1:41.8 | 戸崎圭太   | 川島正行   | 木谷ツヤ                             |
| 33 | 2009年12月31日 | 1600m | プリマビスティー   | 牝2  | 船橋 | 1:43.4 | 左海誠二   | 岡林光浩   | 備前島敏子                           |
| 34 | 2010年12月31日 | 1600m | クラーベセクレタ   | 牝2  | 船橋 | 1:40.1 | 戸崎圭太   | 川島正行   | （有）サンデーレーシング             |
| 35 | 2011年12月31日 | 1600m | エンジェルツイート | 牝2  | 大井 | 1:40.8 | 森泰斗     | 森下淳平   | （株）オリオンファーム               |
| 36 | 2012年12月31日 | 1600m | カイカヨソウ       | 牝2  | 船橋 | 1:43.2 | 戸崎圭太   | 川島正行   | （有）キャロットファーム             |
| 37 | 2013年12月31日 | 1600m | ブルーセレブ       | 牝2  | 川崎 | 1:44.0 | 森泰斗     | 武井和実   | 黛大介                               |
| 38 | 2014年12月31日 | 1600m | ララベル           | 牝2  | 大井 | 1:41.7 | 真島大輔   | 荒山勝徳   | 吉田照哉                             |
| 39 | 2015年12月31日 | 1600m | モダンウーマン     | 牝2  | 川崎 | 1:42.4 | 阿部龍     | 佐々木仁   | （有）グランド牧場                   |
| 40 | 2016年12月31日 | 1600m | ピンクドッグウッド | 牝2  | 愛知 | 1:42.6 | 戸部尚実   | 川西毅     | 尾崎智大                             |
| 41 | 2017年12月31日 | 1600m | グラヴィオーラ     | 牝2  | 船橋 | 1:42.9 | 今野忠成   | 佐藤賢二   | 村田紀次                             |
| 42 | 2018年12月31日 | 1600m | アークヴィグラス   | 牝2  | 大井 | 1:44.0 | 瀧川寿希也 | 嶋田幸晴   | アークフロンティア（株）             |
| 43 | 2019年12月31日 | 1600m | レイチェルウーズ   | 牝2  | 船橋 | 1:43.5 | 本田正重   | 林正人     | 菊地昌廣                             |
| 44 | 2020年12月31日 | 1600m | ケラススヴィア     | 牝2  | 浦和 | 1:43.1 | 森泰斗     | 小久保智   | 小田吉男                             |
| 45 | 2021年12月31日 | 1600m | スピーディキック   | 牝2  | 浦和 | 1:42.8 | 本橋孝太   | 藤原智行   | 加藤鈴幸                             |
| 46 | 2022年12月31日 | 1600m | メイドイットマム   | 牝2  | 船橋 | 1:41.7 | 本橋孝太   | 石井勝男   | （有）木村牧場                       |
| 47 | 2023年12月31日 | 1600m | ローリエフレイバー | 牝2  | 大井 | 1:44.6 | 野畑凌     | 月岡健二   | 尾田信夫                             |
| 48 | 2024年12月31日 | 1600m | プラウドフレール   | 牝2  | 船橋 | 1:42.5 | 張田昴     | 川島正一   | 小島俊治                             |

## 他地区所属馬の成績
| 回次             | 馬名               | 所属   | 着順 |
| ---------------- | ------------------ | ------ | ---- |
| 第34回（2010年） | マンボビーン       | 西脇   | 6着  |
| 第34回（2010年） | カラカル           | 園田   | 15着 |
| 第34回（2010年） | ミラノボヴィッチ   | 笠松   | 16着 |
| 第35回（2011年） | キミニコイシテ     | 笠松   | 8着  |
| 第35回（2011年） | タッチデュール     | 笠松   | 9着  |
| 第35回（2011年） | ロクイチスマイル   | 北海道 | 10着 |
| 第36回（2012年） | カツゲキドラマ     | 笠松   | 4着  |
| 第36回（2012年） | ハニーパイ         | 北海道 | 7着  |
| 第36回（2012年） | ミネサランサジャ   | 北海道 | 15着 |
| 第37回（2013年） | イグレシアス       | 金沢   | 6着  |
| 第37回（2013年） | フラッシュモブ     | 笠松   | 8着  |
| 第37回（2013年） | ワンダフルタイム   | 笠松   | 10着 |
| 第38回（2014年） | ジュエルクイーン   | 名古屋 | 5着  |
| 第38回（2014年） | ユヅルノオンガエシ | 北海道 | 7着  |
| 第38回（2014年） | ミラクルフラワー   | 北海道 | 12着 |
| 第39回（2015年） | リンダリンダ       | 北海道 | 2着  |
| 第39回（2015年） | ミスミランダー     | 笠松   | 3着  |
| 第39回（2015年） | シャイニーネーム   | 笠松   | 14着 |
| 第40回（2016年） | ピンクドッグウッド | 名古屋 | 1着  |
| 第40回（2016年） | オーブスプリング   | 北海道 | 7着  |
| 第40回（2016年） | ヤマミダンス       | 金沢   | 15着 |
| 第41回（2017年） | リンノストーン     | 北海道 | 10着 |
| 第41回（2017年） | ビジネスライク     | 北海道 | 除外 |
| 第42回（2018年） | スティールティアラ | 北海道 | 4着  |
| 第42回（2018年） | エムティアン       | 北海道 | 14着 |
| 第42回（2018年） | シェリーアモール   | 北海道 | 15着 |
| 第43回（2019年） | テーオーブルベリー | 北海道 | 2着  |
| 第43回（2019年） | コーラルツッキー   | 北海道 | 7着  |
| 第43回（2019年） | ミステリーベルン   | 北海道 | 14着 |
| 第44回（2020年） | ソロユニット       | 北海道 | 8着  |
| 第44回（2020年） | セカイノホシ       | 北海道 | 16着 |
| 第45回（2021年） | レディーアーサー   | 北海道 | 4着  |
| 第45回（2021年） | スティールルージュ | 北海道 | 16着 |
| 第46回（2022年） | フジラプンツェル   | 岩手   | 10着 |
| 第46回（2022年） | ラビュリントス     | 北海道 | 11着 |
| 第46回（2022年） | ジョリダム         | 北海道 | 14着 |
| 第47回（2023年） | シトラルテミニ     | 北海道 | 4着  |
| 第47回（2023年） | モズミギカタアガリ | 北海道 | 8着  |
| 第47回（2023年） | コモリリーガル     | 北海道 | 15着 |
| 第48回（2024年） | エイシンマジョリカ | 北海道 | 3着  |
| 第48回（2024年） | ヴィルミーキスミー | 北海道 | 13着 |
| 第48回（2024年） | イイデマイヒメ     | 北海道 | 14着 |

## ほかに行われるGRANDAME-JAPAN（2歳シーズン）の構成競走
- 園田プリンセスカップ（園田競馬場）
- エーデルワイス賞（門別競馬場）
- 金沢シンデレラカップ（金沢競馬場）
- ローレル賞（川崎競馬場）
- ラブミーチャン記念（笠松競馬場）
- プリンセスカップ（水沢競馬場）

### 歴代優勝馬の出典
- 南関東4競馬場公式「東京2歳優駿牝馬競走優勝馬」
- 東京2歳優駿牝馬 歴代優勝馬 - 地方競馬全国協会